# Cocci
Pour les articles homonymes, voir Coque.

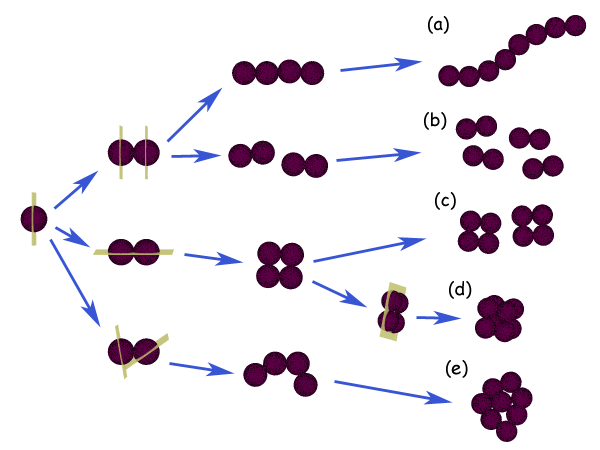
Différents arrangements de cocci :
(a) — Streptococcus, en chaîne, division selon un même plan ;
(b) — diplocoques, forme deux paires de cocci après division ;
(c) — en tétrades, division selon deux plans, régulièrement ;
(d) — sarcina, division selon trois plans, régulièrement ;
(e) — Staphylococcus, division selon plusieurs plans, irrégulièrement.

La forme des bactéries est un critère permettant de les classer. Un coccus est une bactérie de forme sphérique, par opposition à la forme allongée en bâtonnet, appelée bacille.
Parmi les cocci, on trouve :
- des monocoques, cocci simples ;
- des diplocoques, cocci regroupés deux à deux ;
- des streptocoques, cocci en chaînettes ;
- des staphylocoques, cocci en amas.

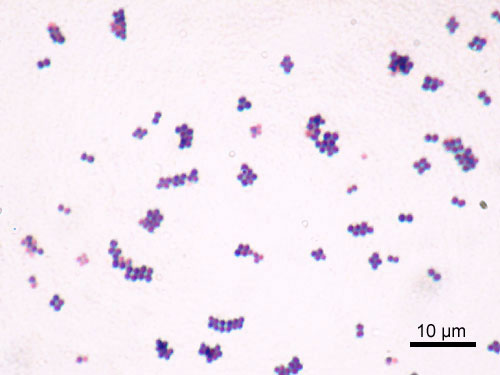
Staphylococcus aureus, staphylocoques dorés.